# Demonic (2021)
Demonic is een Amerikaans-Canadese horrorfilm uit 2021, geschreven, gecoproduceerd en geregisseerd door Neill Blomkamp.

## Verhaal
De dochter van een massamoordenaar neemt deel aan een buitengewoon experiment. Inderdaad, een wetenschapper heeft een experimentele technologie ontwikkeld en wil die met de jonge vrouw testen. Ze zal dus communiceren met haar moeder, die nu in coma ligt. Deze ervaring zal niet gaan zoals gepland en zal de demonen van het verleden doen ontwaken.

## Rolverdeling
| Acteur               | Personage |
| -------------------- | --------- |
| Carly Pope           | Carly     |
| Chris William Martin | Martin    |
| Michael J. Rogers    | Michael   |
| Nathalie Boltt       | Angela    |
| Terry Chen           | Daniel    |
| Kandyse McClure      | Sam       |

## Release
IFC Midnight kocht de rechten op de film in de Verenigde Staten, waar het op 20 augustus 2021 in de bioscoop werd uitgebracht, een week voordat het op video on demand beschikbaar werd gesteld.

## Ontvangst
De film ontving ongunstige recensies van critici. Op Rotten Tomatoes heeft Demonic een waarde van 15% en een gemiddelde score van 4,20/10, gebaseerd op 82 recensies. Op Metacritic heeft de film een gemiddelde score van 36/100, gebaseerd op 21 recensies.

## Prijzen en nominaties
| Jaar | Prijs                   | Categorie  | Genomineerde(n) | Uitslag     |
| ---- | ----------------------- | ---------- | --------------- | ----------- |
| 2021 | Filmfestival van Sitges | Beste film | Neill Blomkamp  | Genomineerd |